# Abstimmung (Buchführung)
Unter Abstimmung versteht man in der Buchhaltung einen Prozess, der Daten verschiedener Konten oder Rechnungskreise in Übereinstimmung bringt. 
Die doppelte Buchführung erfasst den Wert jeder einzelnen Buchung an mehreren Stellen gleichzeitig. Ein Beispiel: Beim Buchen einer Eingangsrechnung werden im Soll und im Haben verschiedene Konten angesprochen und mit dem gleichen Betrag bebucht; die Rechnung erscheint als offener Posten eines Lieferantenkontos im Nebenbuch und wird zugleich als Verbindlichkeit im Hauptbuch mitgeführt. Der Eingangsrechnung in der Kreditorenbuchhaltung des Empfängers entspricht die Ausgangsrechnung in der Debitorenbuchhaltung des Absenders. Die Saldi aller zusammengehörigen Teile des Gesamtsystems werden routinemäßig geprüft. Stimmen sie nicht überein, müssen die Fehler identifiziert und bereinigt werden. Die Abstimmung kann durch einen Vergleich der Einzelposten, aggregierter Werte oder Prüfziffern erfolgen.
Inkonsistenzen innerhalb einer Buchführung können durch Währungs- oder Rundungsdifferenzen oder technische Fehler auftreten. Bei der Abstimmung getrennter Systeme können beispielsweise Fehler in der Datenübertragung, bei manuellen Buchungen auch zeitliche Verschiebungen, die Ursache für Abweichungen sein. Auch sachliche Gründe sind möglich, etwa wenn eine Rechnung beim Empfänger nicht anerkannt und zurückgeschickt wird. 
Die Abstimmung ist dann erfolgreich, wenn beide Seiten identische Werte zeigen oder die Abweichung im Rahmen definierter Grenzwerte liegt. Größere Differenzen werden durch Korrekturbuchungen beseitigt. Ist eine reguläre Korrektur nicht mehr in derselben Rechnungsperiode möglich, sind unter Umständen Abgrenzungen nötig, um die Werte der Bilanz und der Gewinn- und Verlustrechnung zu berichtigen. Sind die Abweichungen gewollt oder nicht behebbar, ist aus Gründen der ordnungsmäßigen Buchführung eine Erklärung und Dokumentation notwendig.